# Ясеновецька сільська рада (Золочівський район)
| Ясеновецька сільська рада — колишній орган місцевого самоврядування у Золочівському районі Львівської області з адміністративним центром у с. Ясенівці. Історична дата утворення: в 1939 році. Водоймища на території, підпорядкованій даній раді: річка Золочівка. Сільській раді підпорядковані населені пункти: - с. Ясенівці - с. Бонишин - с. Залісся - с. Хильчиці |

## Склад ради
Рада складається з 16 депутатів та голови.

### Керівний склад ради
| ПІБ                        | Основні відомості                                                               | Дата обрання | Дата звільнення |
| -------------------------- | ------------------------------------------------------------------------------- | ------------ | --------------- |
| Фірак Степан Михайлович    | Сільський голова, 1949 року народження, освіта, безпартійний                    | 26.03.2006   | 31.10.2010      |
| Назар Володимир Степанович | Сільський голова, 1962 року народження, освіта вища, безпартійний               | 31.10.2010   | 18.09.2013      |
| Мисак Василь Юрійович      | Сільський голова, 1959 року народження, освіта середня спеціальна, безпартійний | 25.05.2014   | 26.11.2020      |

Примітка: таблиця складена за даними джерела